# Ernst Büchner
Pour les articles homonymes, voir Büchner.

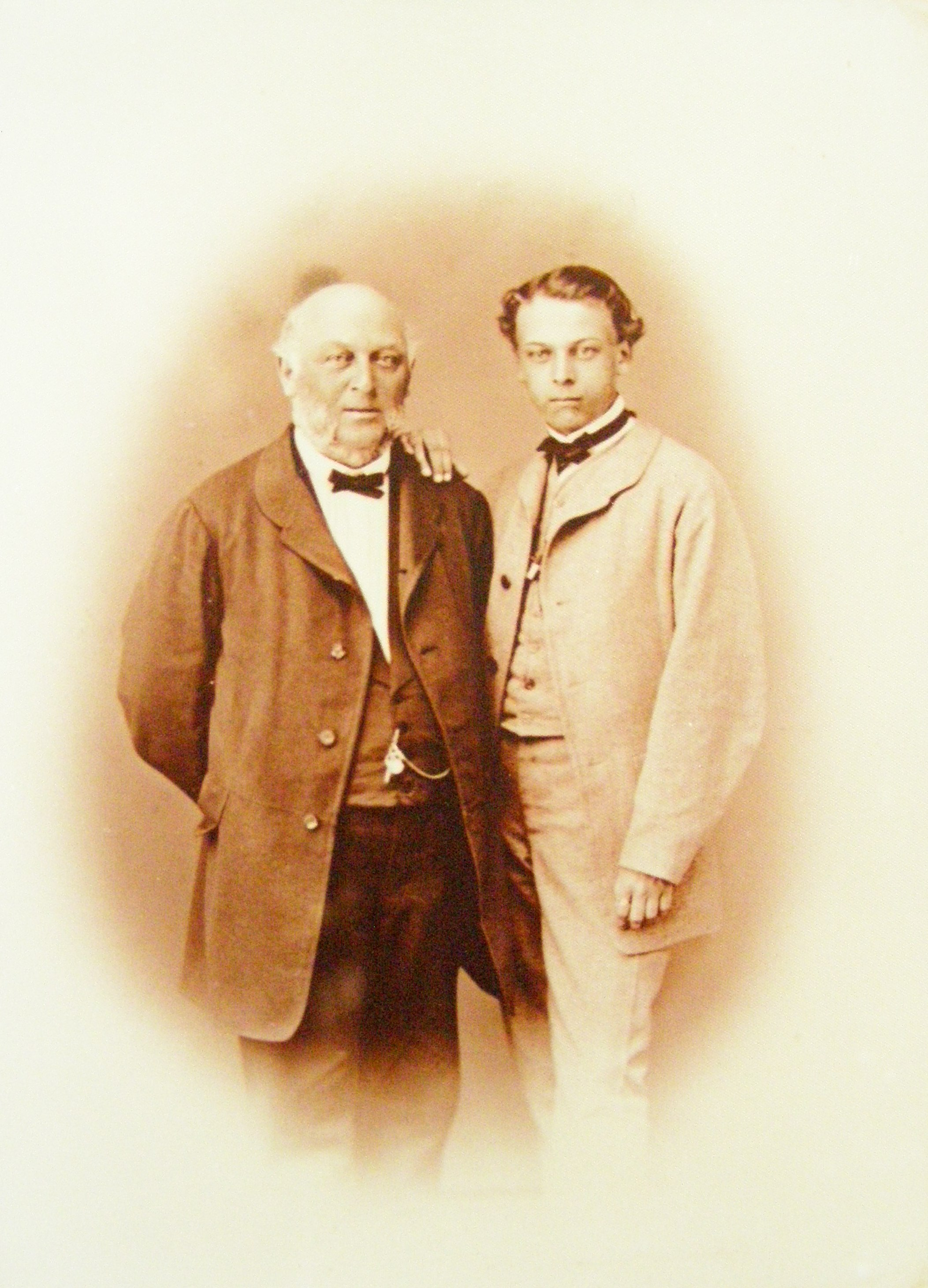
Wilhelm et Ernst Büchner vers 1865

Ernst Wilhelm Büchner (1850-1925) est un chimiste industriel, inventeur de l'entonnoir Büchner et de la fiole Büchner.
Il est le fils de l'homme politique Wilhelm Büchner (de) et le neveu de l'écrivain allemand Georg Büchner.